# Diocèse de Wurtzbourg
Le diocèse de Wurtzbourg (en latin Dioecesis Herbipolensis) est un diocèse catholique romain d'Allemagne, situé en Basse-Franconie. Il a son siège à la cathédrale Saint-Kilian de Wurtzbourg, et est suffragant de l'archidiocèse de Bamberg.
Créé en 743, il constitua une principauté ecclésiastique du Saint-Empire romain germanique qui fut médiatisée en 1803 (voir évêché de Wurtzbourg  pour l'histoire de cet État). Il faisait alors partie de l'ancienne province ecclésiastique de Mayence.
Le diocèse sécularisé fut rétabli en 1818.

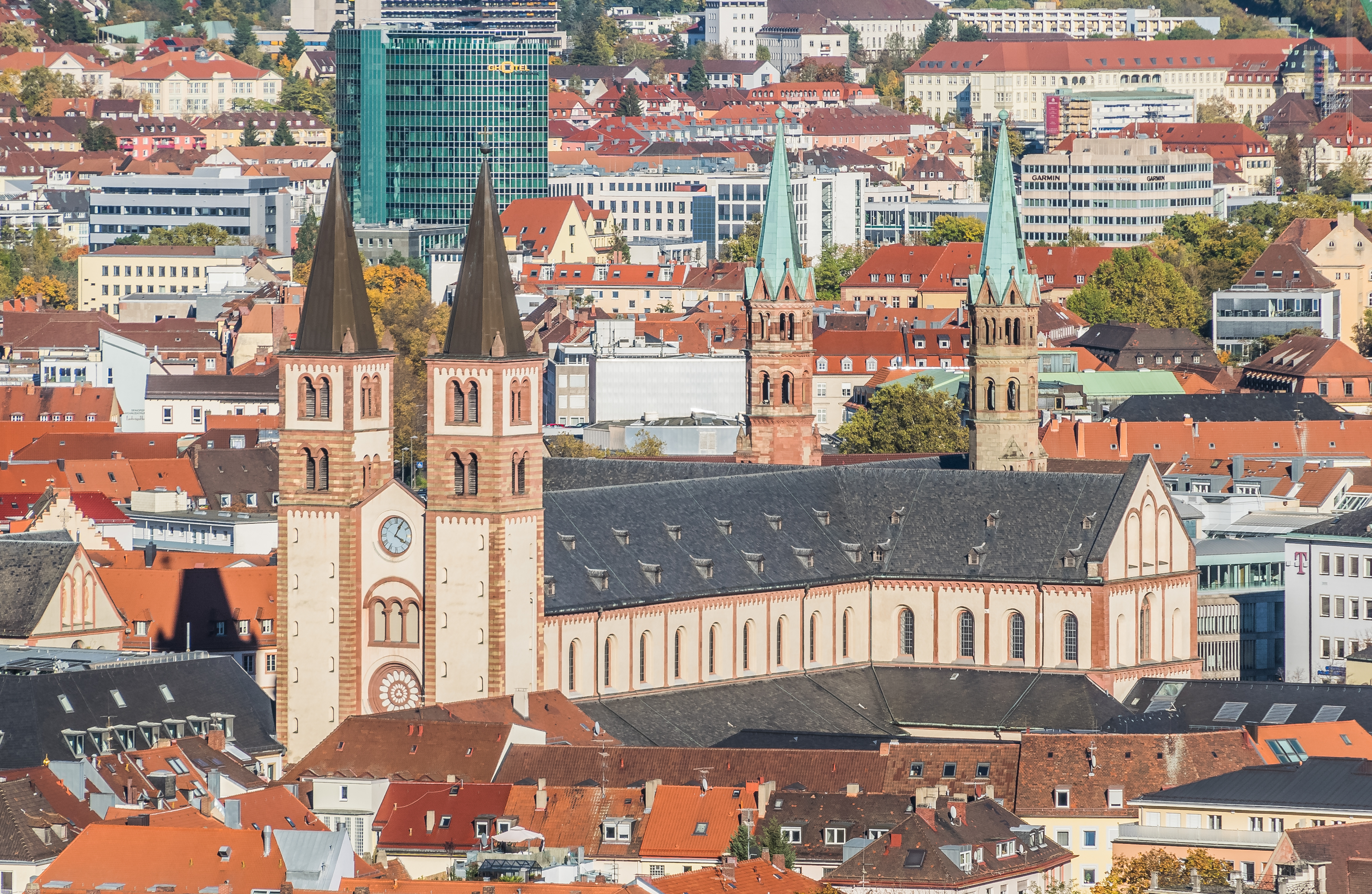
La cathédrale de Wurtzbourg.

## Liste des évêques depuis la sécularisation du diocèse
Pour la liste des princes-évêques, voir : Évêché de Wurtzbourg
- Adam Friedrich Groß zu Trockau 1818-1840
- Georg Anton von Stahl 1840-1870
- Johann Valentin von Reißmann 1870-1875
- Siège vacant 1875-1878
- Franz Joseph von Stein 1879-1898
- Ferdinand von Schlör 1898-1924
- Matthias Ehrenfried 1924-1948
- Julius Döpfner 1948-1957
- Josef Stangl 1957-1979
- Paul-Werner Scheele 1979-2003
- Friedhelm Hofmann 2004-2018
- Franz Jung depuis 2018